# Osmolarità
L'osmolarità è una grandezza fisica, usata in chimica, che misura la concentrazione delle soluzioni e in particolare è il numero totale di molecole e ioni presenti in un litro di soluzione. È definita come il numero di osmoli per litro di soluzione, dove l'osmole è l'unità di misura del numero di particelle che contribuiscono alla pressione osmotica della soluzione.
Per il calcolo delle osmoli, e quindi dell'osmolarità, occorre considerare il grado di dissociazione che il soluto presenta. Ad esempio, una mole di glucosio in soluzione acquosa corrisponde a una osmole, dal momento che il glucosio non subisce in acqua alcuna dissociazione, mentre una mole di cloruro di sodio corrisponde a due osmoli, dal momento che il cloruro di sodio subisce dissociazione liberando uno ione cloruro e uno ione sodio. Per acidi, basi e sali poco ionizzati, occorrerà tener conto del grado di dissociazione.
In generale l'osmolarità si calcola come il prodotto tra la molarità e il coefficiente di van 't Hoff (il numero di particelle di soluto che si formano in seguito alla dissociazione del soluto stesso). Se il soluto non è un elettrolita, non si dissocia, per cui l'osmolarità è in questo caso uguale alla molarità.

## Esempio
Una soluzione 0,15 M (molare) di NaCl (che si dissocia in due ioni e quindi avrà un coefficiente di dissociazione pari a 2) è 0,15 · 2 = 0,3 osm.
Una soluzione 0,15 M di glucosio (che non si dissocia) invece è 0,15 osm; così anche 0,15 M di ione bivalente Ca2+ ha un'osmolarità di 0,15 osm (in quanto lo ione bivalente calcio non si dissocia in soluzione).
| Controllo di autorità | GND (DE) 4272648-7 |